# Saint-Florent (Loiret)
Saint-Florent és un municipi francès, situat al departament del Loiret i a la regió de Centre - Vall del Loira.

## Agermanaments i intercanvis
Aquest municipi està adherit a l'associació "Saint Florent de France" que agrup 7 municipis que tenen de nom Saint Florent:
- - Saint Florent sur Auzonnet (Gard)
  - Saint-Florent-sur-Cher (Cher)
  - Saint Florent (Haute Corse)
  - Saint Florent le Vieil (Maine et Loire)
  - Saint Florent des Bois (Vendée)
  - Saint Florent (Deux Sèvres), antic municipi fusionat amb Niort el 1969.